# Cantó d'Allevard
El cantó d'Allevard  era una divisió administrativa francesa del departament de la Isèra, situat al districte de Grenoble. Comptava amb sis municipis i el cap era Allevard. Va desaparèixer el 2015.

## Municipis
- Allevard
- La Chapelle-du-Bard
- La Ferrière
- Le Moutaret
- Pinsot
- Saint-Pierre-d'Allevard

## Història
| Data d'elecció                           | Identitat                   | Partit           | Qualitat |
| ---------------------------------------- | --------------------------- | ---------------- | -------- |
| 1945-1951                                | M. Coquand                  | SFIO             |          |
| 1951-1964                                | Marcel Dumas                | radical          |          |
| 1964-1976                                | Flavius Vaussenat           | SFIO, després PS |          |
| 1976-2008                                | Gérard Arnaud               | PCF              |          |
| 2008-2015                                | Philippe Langenieux-Villard | Divers droite    |          |
| les dades anteriors no són pas conegudes |                             |                  |          |
|                                          |                             |                  |          |

| 1962  | 1968  | 1975  | 1982  | 1990  | 1999  | 2007  |
| ----- | ----- | ----- | ----- | ----- | ----- | ----- |
| 4.949 | 5.495 | 5.482 | 5.174 | 5.562 | 6.304 | 7.633 |